# Wertingen

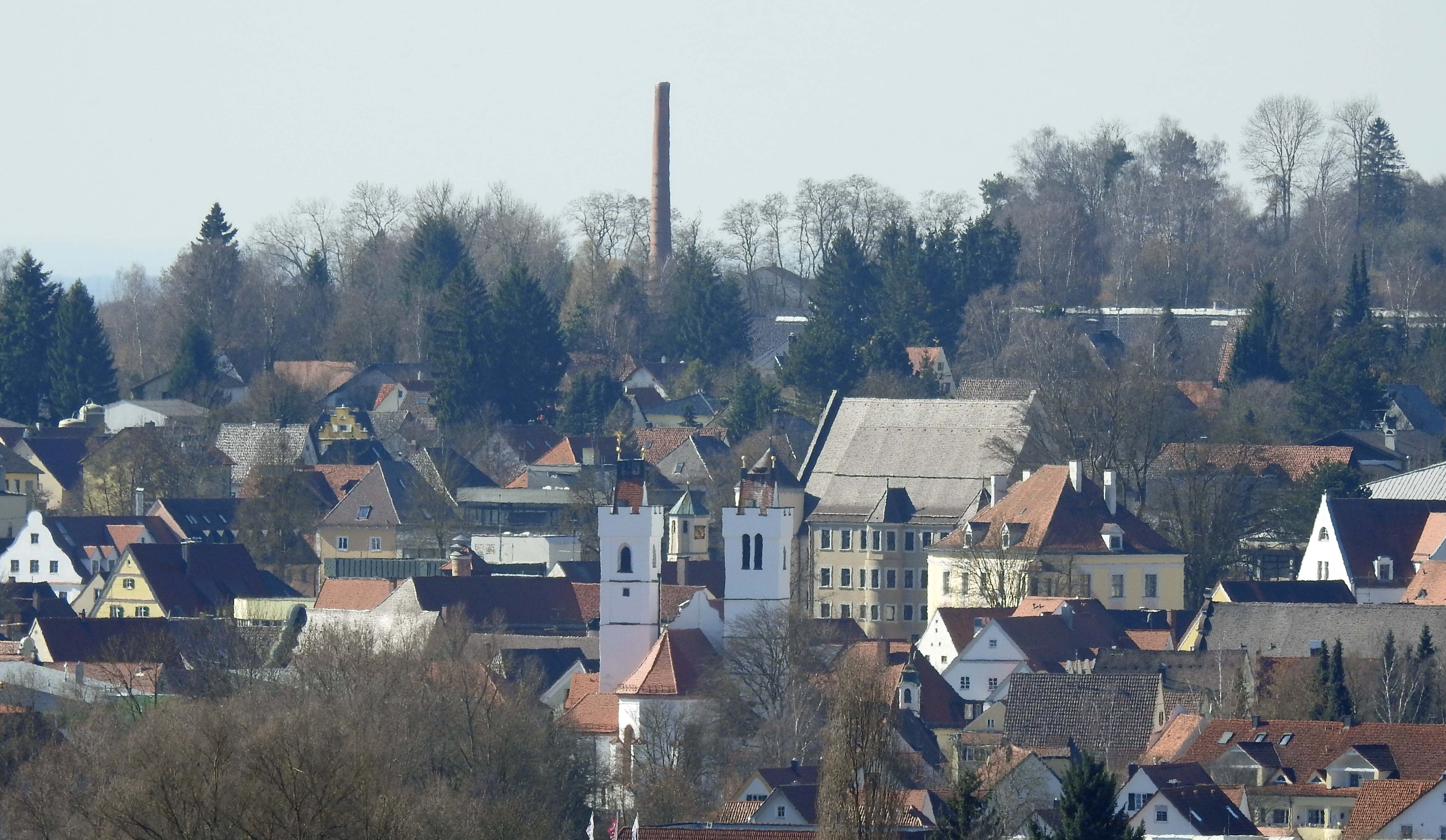
Wertingen von Osten

Wertingen ist eine Stadt und ein Mittelzentrum im nordschwäbischen Landkreis Dillingen an der Donau und der Sitz der Verwaltungsgemeinschaft Wertingen.

## Geographie

### Topologie
Die Stadt an der unteren Zusam, die wenige Kilometer nördlich in die Donau mündet, wird von einem langgezogenen Höhenrücken vom Donauried getrennt. Wertingen liegt im großen Naturpark Augsburg-Westliche Wälder, der von den Flüssen Donau, Lech, Wertach und Mindel begrenzt wird. Augsburg ist 28 km, Donauwörth 22 km und die Kreisstadt Dillingen an der Donau 14 km entfernt.
Die Nachbargemeinden (im Uhrzeigersinn) sind: Buttenwiesen, Kühlenthal, Meitingen, Biberbach, Laugna, Zusamaltheim und Binswangen.
Die Stadt liegt am Rande des Donaurieds im Naturraum der Donau-Iller-Lech-Platten, vorwiegend im Bereich des mittleren Zusamtals. Einige Stadtteile liegen auch im Bereich der Zusamplatte und des Glötter Rieds.

### Klima
Das Zusamtal ist Talboden, der die Kaltluft der Randhöhen sammelt und daher zeitweise zu Nebelbildung neigt. Hierdurch werden Inversionswetterlagen im Stadtgebiet begünstigt. Die Kessellage der Kernstadt zwischen Geißberg und Judenberg verstärkt die Rückhaltung von Kaltluft, was im Sommer zu einem angenehmen Nebeneffekt führt.
Beim Hochwasser in Süddeutschland 2024 waren mehr als 250 Haushalte von der Überflutung der Zusam betroffen.

### Gemeindegliederung
Es gibt 14 Gemeindeteile (in Klammern ist der Siedlungstyp angegeben):
- Bliensbach (Pfarrdorf)
- Geratshofen (Dorf)
- Gottmannshofen (Pfarrdorf)
- Hettlingen (Weiler)
- Hirschbach (Pfarrdorf)
- Hohenreichen (Kirchdorf)
- Neuschenau (Einöde)
- Possenried (Dorf)
- Prettelshofen (Pfarrdorf)
- Reatshofen (Dorf)
- Reutenhof (Einöde)
- Rieblingen (Dorf)
- Roggden (Kirchdorf)
- Wertingen (Hauptort)

Die Häuser der Innenstadt haben markante Giebel aus dem 17. und 18. Jahrhundert, teilweise in Fachwerkbauweise. Der Marktplatz ist verkehrsberuhigt.

## Geschichte

### Bis zum 19. Jahrhundert
Funde aus der Keltenzeit (vor etwa 2000 Jahren) belegen die Eisenverhüttung (Raseneisenerz) und die Besiedlung durch die Kelten im Gebiet um Wertingen. Die Viereckschanze beim Reutenhof zeigt ebenso die Besiedlung durch die Kelten. Die Anwesenheit der Römer ist durch Funde am Maierhof belegt. Wertingen lag südlich der Via Danubia, die von Günzburg über Binswangen nach Kelheim führte.
Im 5. Jahrhundert n. Chr. besiedelten Alemannen aus dem Raum Donauwörth heraus die Donau-Seitentäler. Vom Wertinger Siedlungsursprung Maierhof aus wurde die Umgebung besiedelt, wodurch die benachbarten Orte entstanden. Das Christentum hielt im 6./7. Jahrhundert Einzug in Wertingen und der Region.

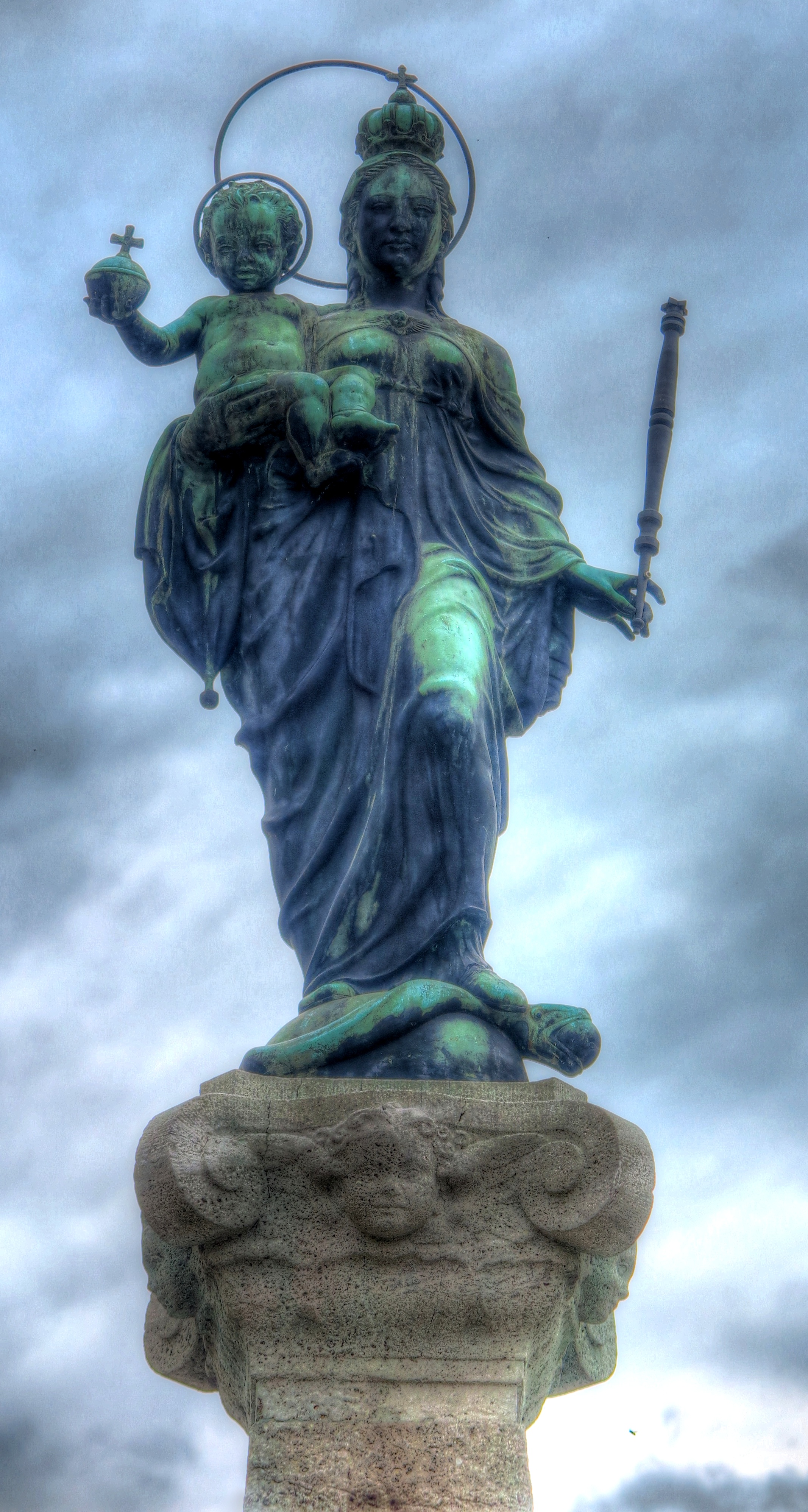
Marienbrunnendetail (Marktplatz)

1122 tauchte Wertingen erstmals urkundlich auf. Mit dem Erwerb der Herrschaft Wertingen durch Kaiser Friedrich I. Barbarossa kam Wertingen in den Besitz der Staufer. Diese versahen den Ort zwischen 1200 und 1250 mit Wall, Graben und Palisadenring und erhoben ihn zum Markt. Bayernherzog Ludwig der Strenge erbte das Wertinger Gebiet 1268 nach dem Tod des letzten deutschen Staufers Konradin. Die Herrschaft Wertingen kam 1278 als bayerisches Lehen zunächst an die Truchsessen von Hohenreichen und 1348 für fast 120 Jahre an die Augsburger Patrizier-Familie Langenmantel. Wertingen begann ursprünglich als Ackerbürgerstadt. 1354 wurde der ältere Teil des heutigen Schlosses errichtet und danach die Stadtbefestigung mit Türmen und drei Stadttoren, dem Thürheimer Tor im Norden, dem Dillinger Tor im Westen und dem Augsburger Tor im Südosten, ausgebaut. Sie wurde 1868, 1870 bzw. 1872 niedergelegt. Alle drei Tore sind als braune Reliefplatten in nahegelegenen Hauswänden mit dem Abbild ihrer Feldseite, der Bauzeit 14. Jht. und dem jeweiligen Abrissjahr verewigt. Im Städtekrieg wurde Wertingen 1388 zerstört. Von 1467 bis 1700 war das Lehen im Besitz derer von Pappenheim. Um 1500 wurde das Schloss grundlegend verändert und u. a. zwei Rundtürme ergänzt. Im Bayerischen Krieg wurde die Stadt 1462 durch Ludwig den Reichen erobert und niedergebrannt, wobei auch die Kirche zerstört wurde. 1646 überfielen die Schweden im Dreißigjährigen Krieg die Stadt, brandschatzten sie und dezimierten die Bevölkerung. Erneut brannte die Stadtkirche nieder. 1654 wurde durch einen Erweiterungsbau das „Neue Schloss“ geschaffen.
Durch die Niederlage Bayerns im Spanischen Erbfolgekrieg fiel Wertingen 1704 an das Reich. Nach den Herrschaften der Fürsten Lobkowitz und des Grafen d’Albert (später Fürst Grimberghen) wurden die Lehen Wertingen und Hohenreichen ab 1768 nicht mehr vergeben, die Verwaltung oblag einem Pfleggericht und ab 1799 der allgemeinen Verwaltung. Am 8. Oktober 1805 besiegte das VI. französische Armeekorps unter General Jean Lannes die österreichische Division unter Feldmarschall Franz Xaver von Auffenberg in der Schlacht bei Wertingen. Dies war der Auftakt für Napoleons Sieg in der Schlacht bei Ulm, der Anfang Dezember zur totalen Niederlage der Österreicher und Russen bei Austerlitz führte. Zur Erinnerung ist der Name Wertingen am Arc de Triomphe in Paris erwähnt.
Ab 1802 entstand das Landgericht Wertingen, das 1862 zum Bezirksamt umgewandelt wurde als Vorläufer des Landkreises Wertingen. Bliensbach gehörte bis 1803 dem Domkapitel Augsburg.
Die letzte Hinrichtung eines Mörders fand am 30. Juli 1836 statt.
Im Jahr 1899 gab es die erste Kinovorführung.

### 20. Jahrhundert
Das städtische Gaswerk wurde im Jahr 1902 in Betrieb genommen.
Die inzwischen stillgelegte und endgültig abgebaute Bahnstrecke von Mertingen nach Wertingen wurde am 7. Juni 1905 eröffnet.
Im Jahr 1912 wurden die ersten Häuser in Wertingen an das Stromnetz angeschlossen.
Bei der Reichstagswahl am 5. März 1933 stimmten mit 59 Prozent überdurchschnittlich viele Wähler des Bezirksamts Wertingen für die NSDAP. Im Zweiten Weltkrieg wurde die Stadt kurz vor Kriegsende am 24. April 1945 von US-amerikanischen Jagdbombern bombardiert, da die Verantwortlichen die Stadt nicht kampflos übergeben wollten. Am folgenden Tag erfolgte die Besetzung durch das 15th Infantry Regiment nach intensiven Kampfhandlungen.
Etliche meist sudetendeutsche Heimatvertriebene fanden im Jahr 1946 Aufnahme in der Stadt.
Am 1. Juli 1972 wurde der Landkreis Wertingen aufgelöst. Somit war Wertingen keine Kreisstadt mehr.
Die Landwirtschaftsschule und das Landwirtschaftsamt bezogen im Jahr 1996 in Wertingen ihre neuen Domizile. Vorher waren sie in Lauingen ansässig.

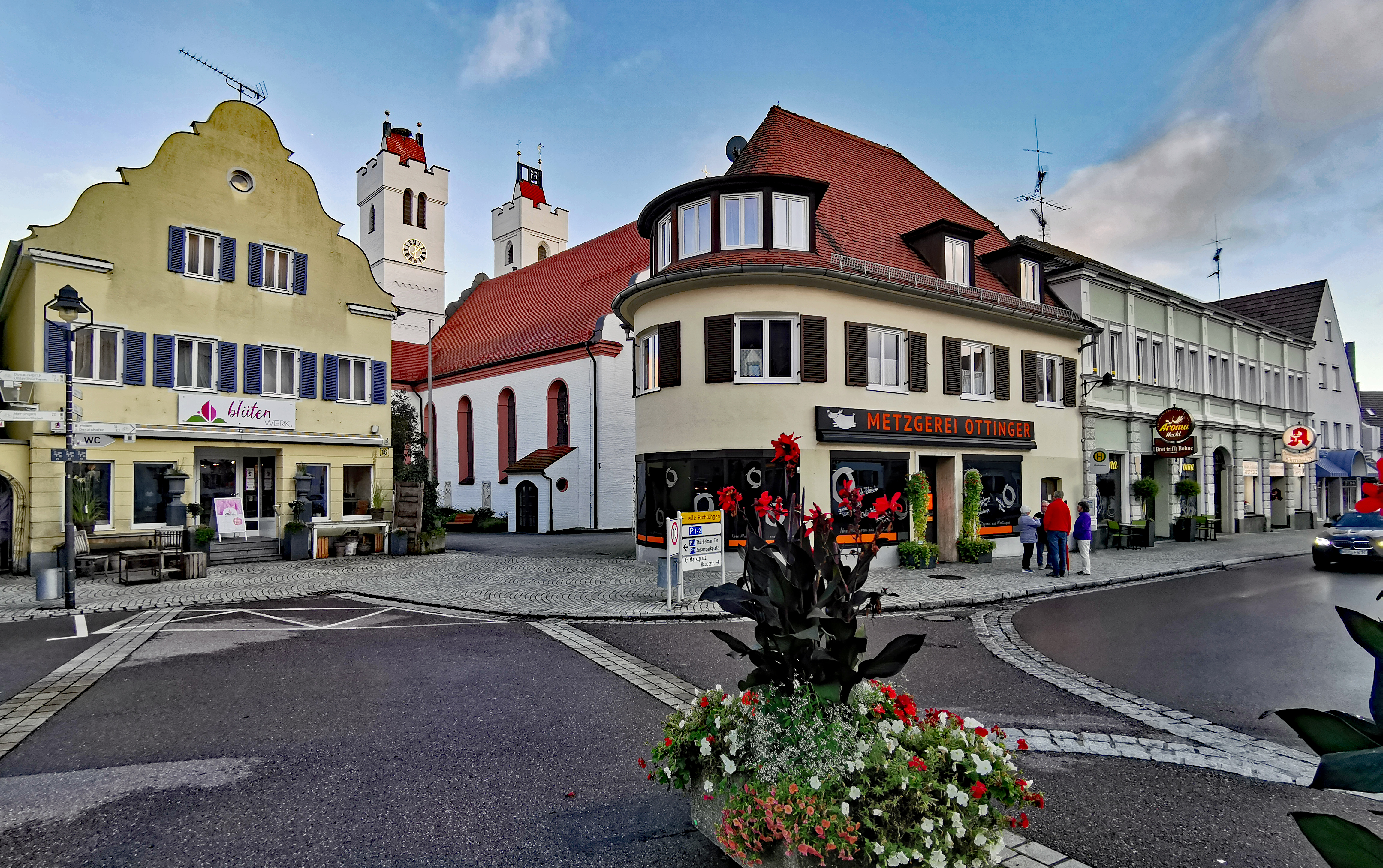
Innenstadt

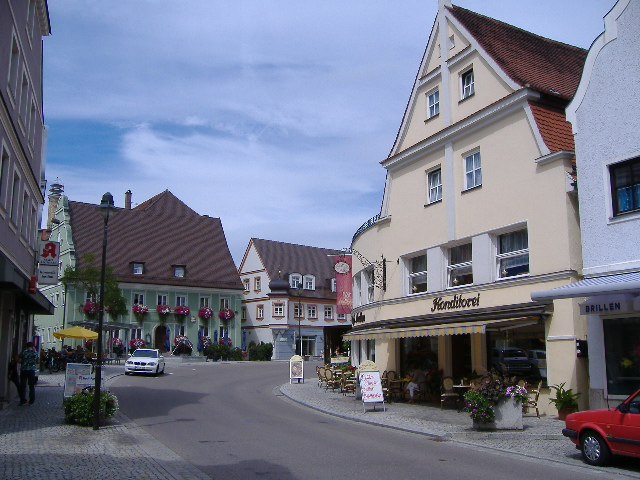
Innenstadt mit dem weit über die Stadtgrenzen hinaus bekannten Café Madlon

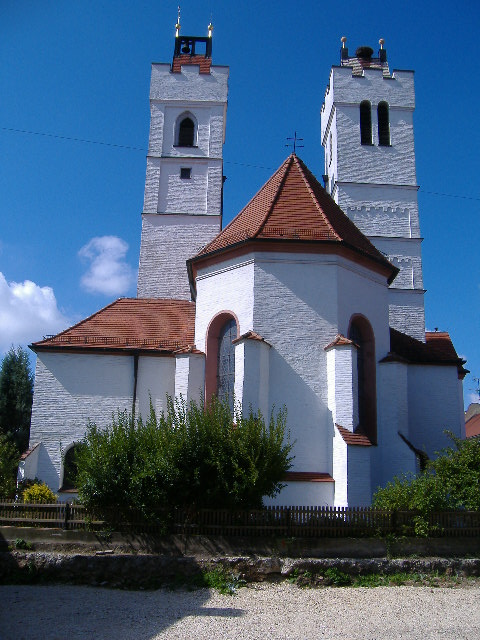
Stadtpfarrkirche St. Martin mit ihren einzigartigen Türmen

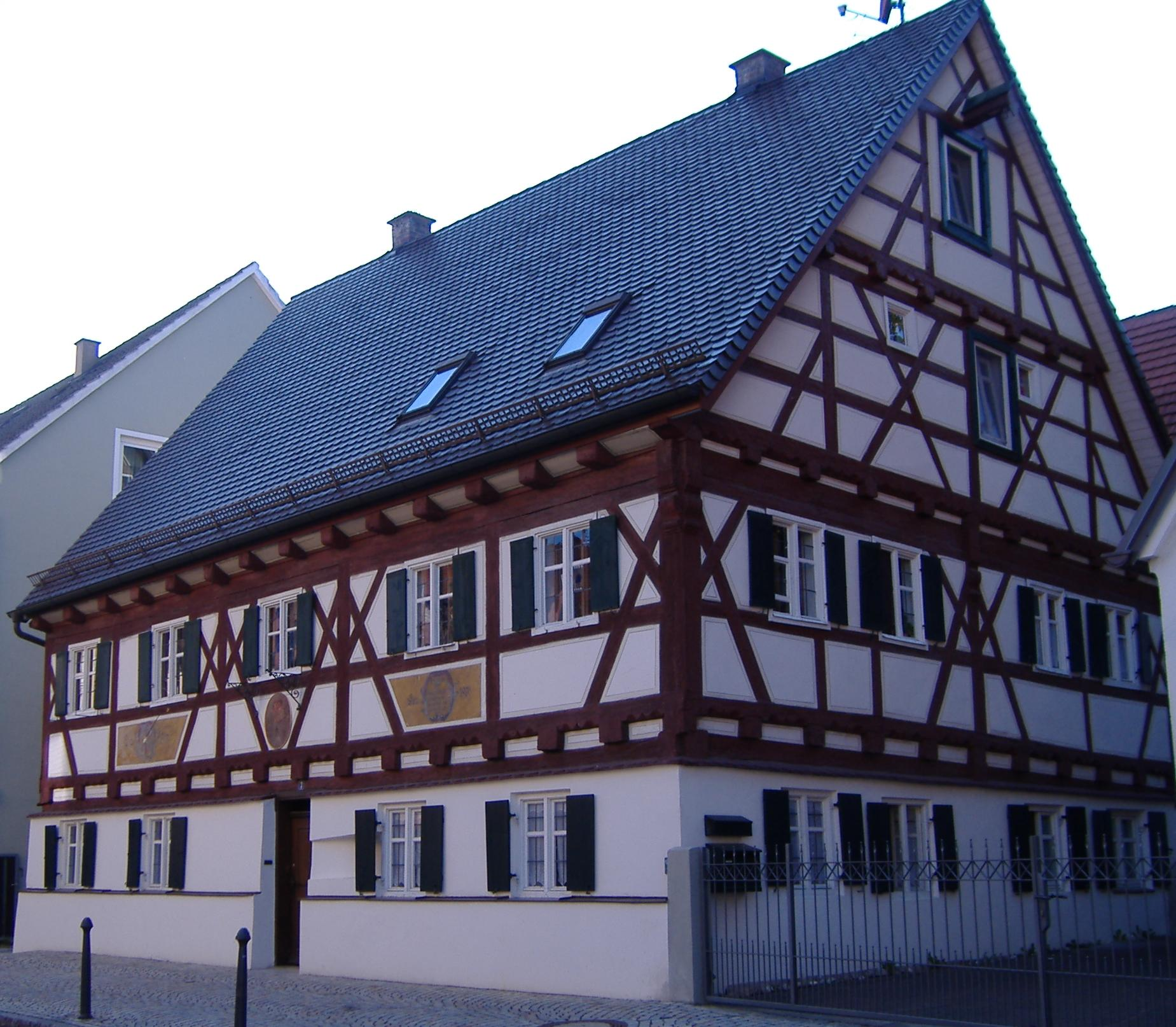
Eines der ältesten Häuser Wertingens

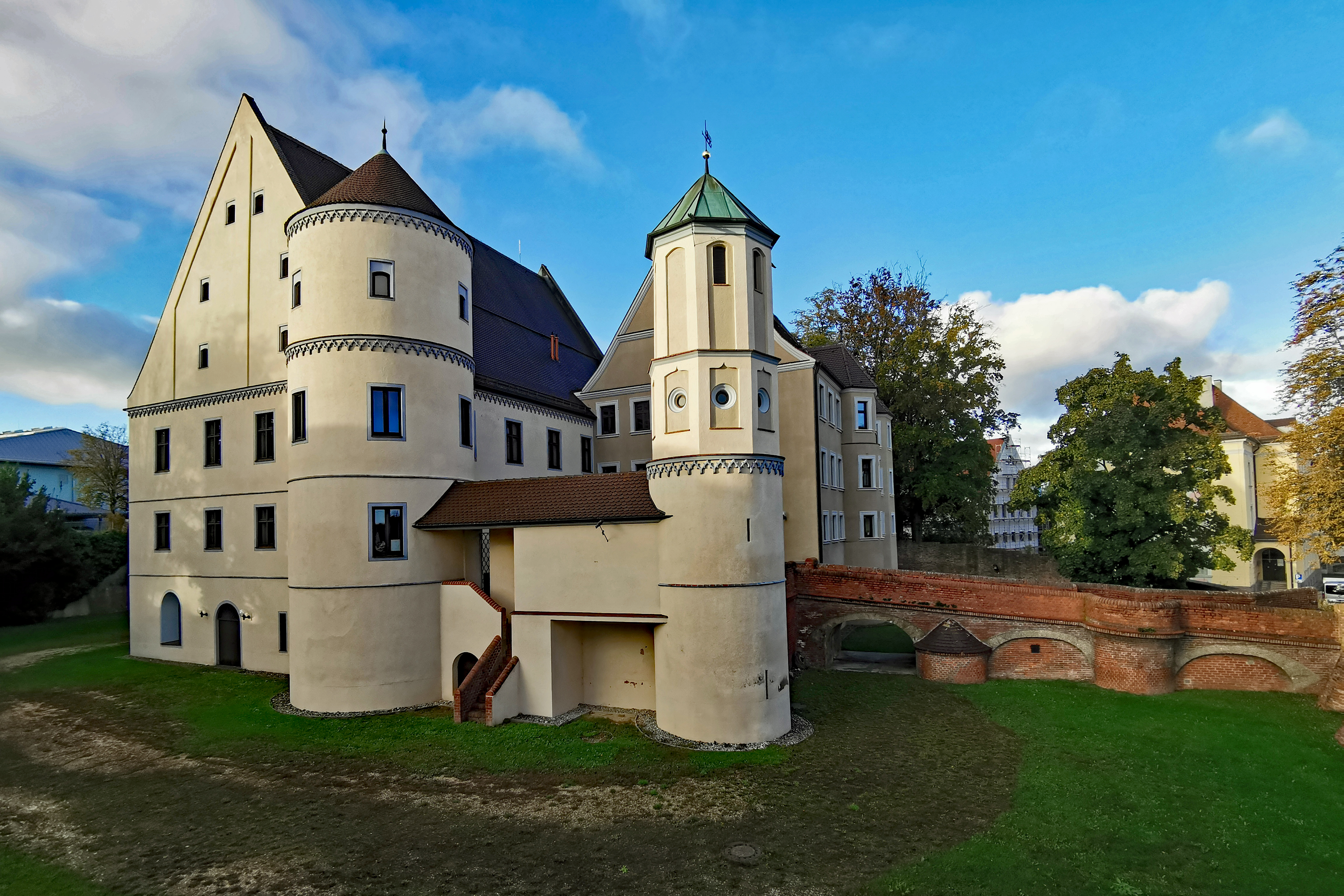
Blick auf das Schloss von Süden

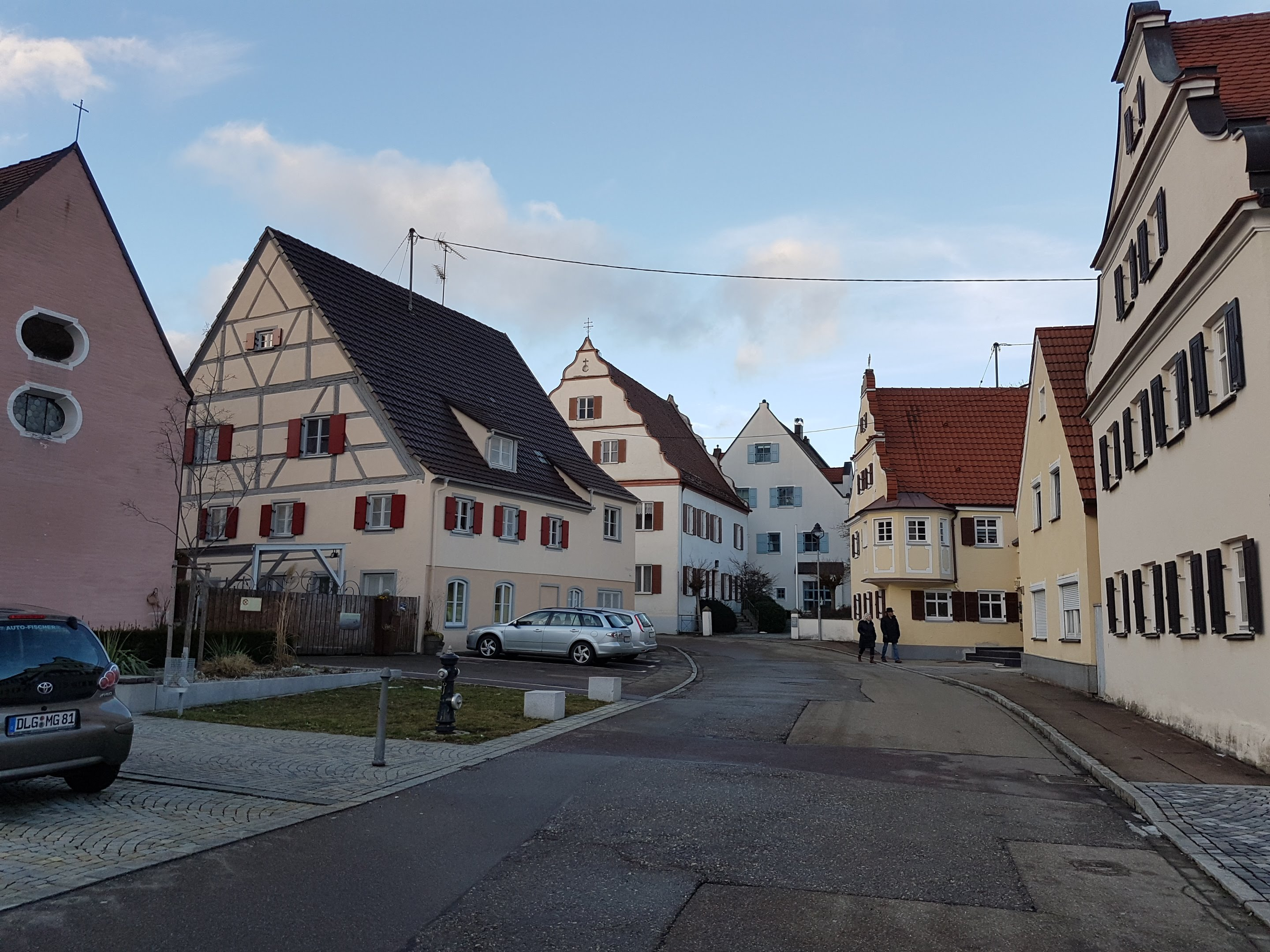
Pfarrgasse Wertingen Richtung Norden

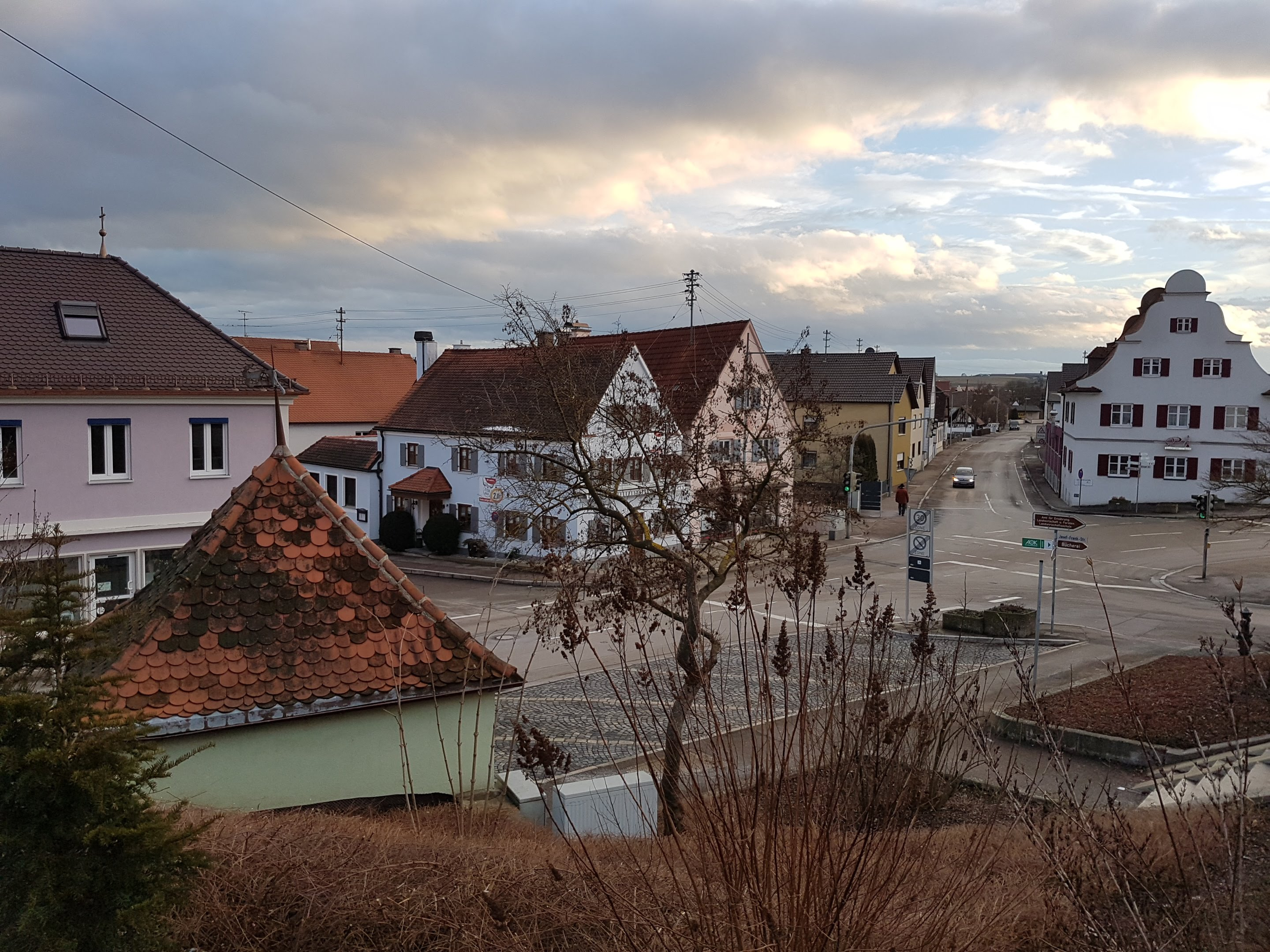
Blick vom Schloss in die Zusmarshauser Straße

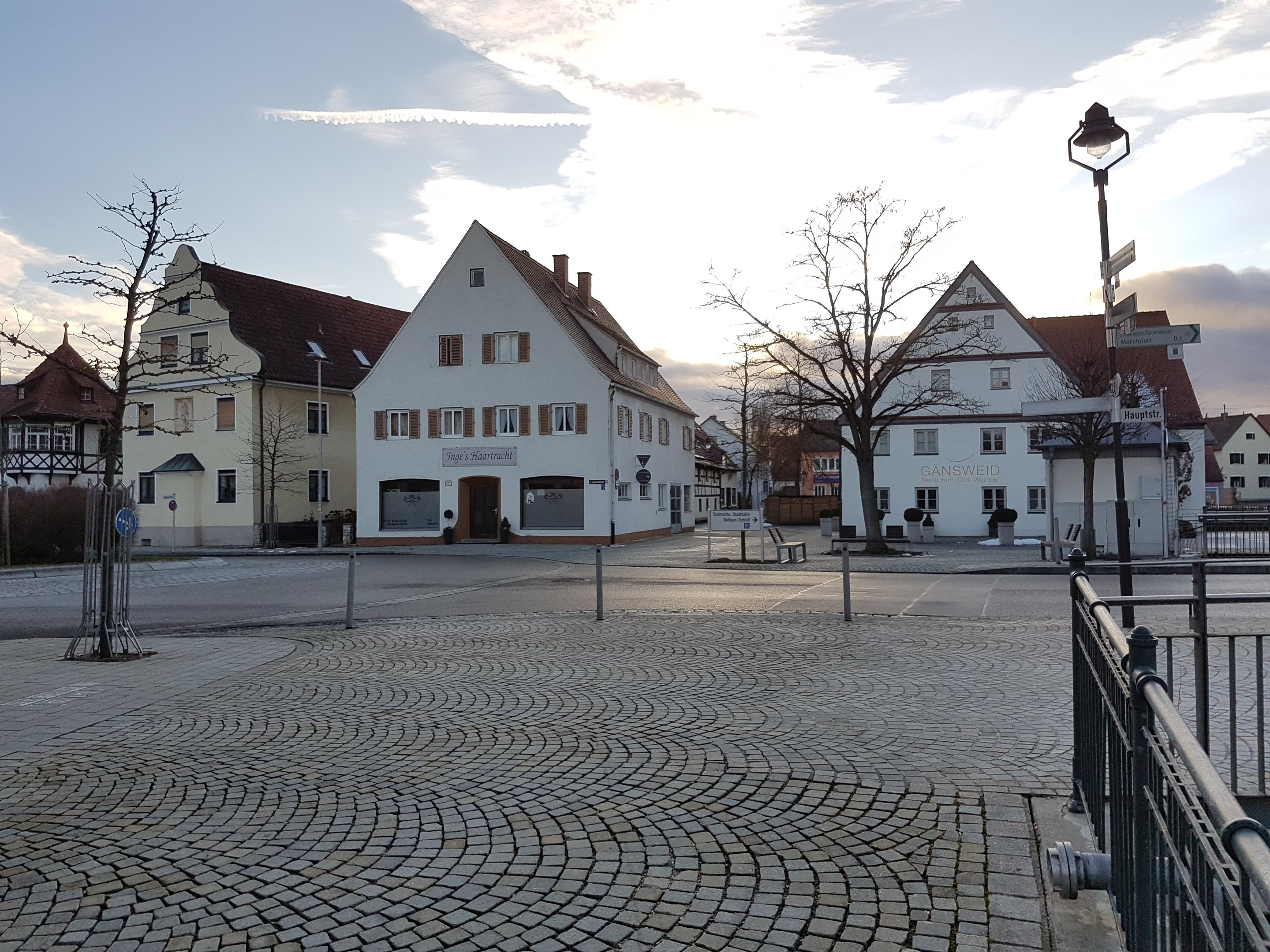
Gaensweid von der Zusaminsel aus.

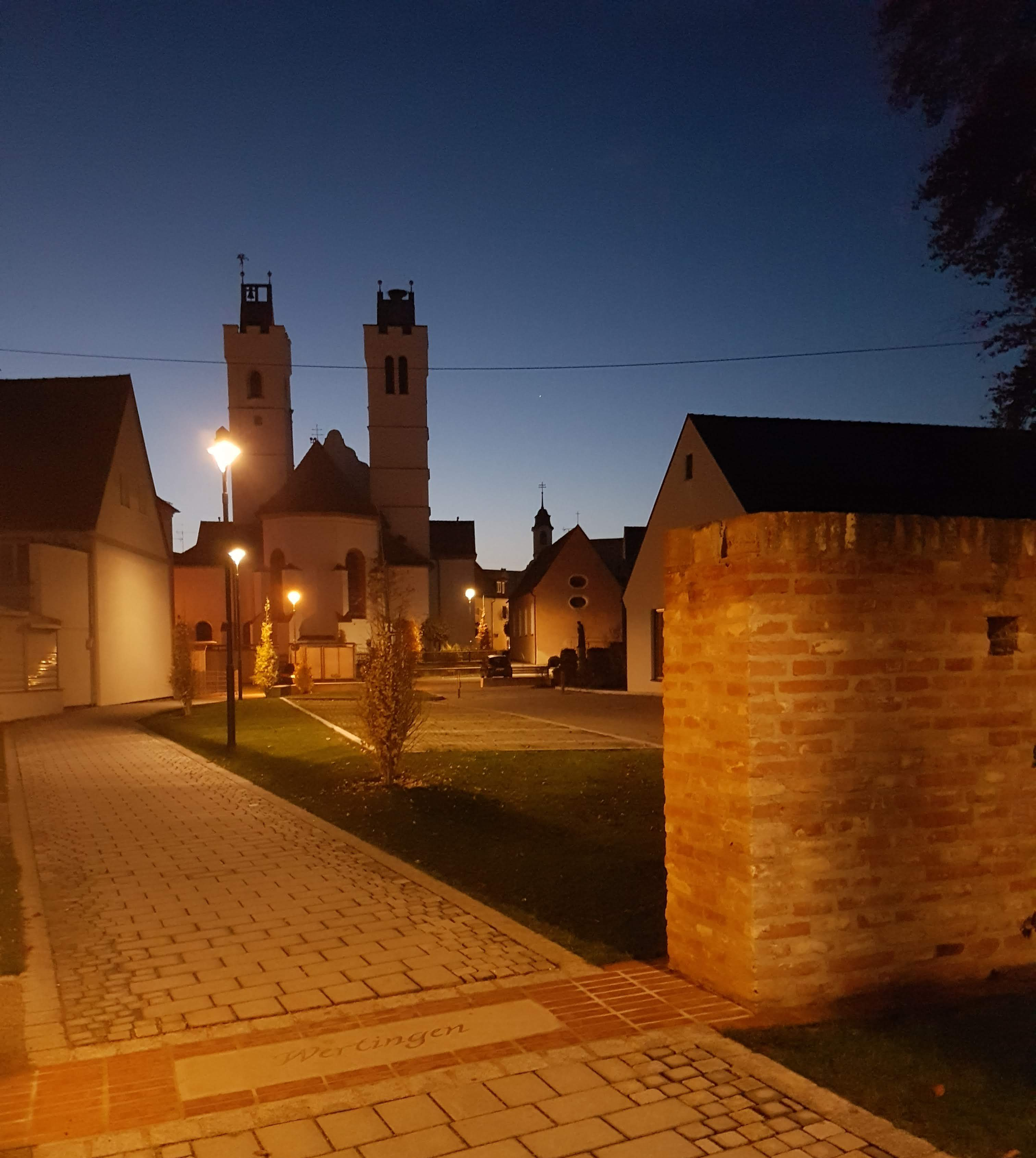
Blick durch die Stadtmauer auf die Doppeltürme

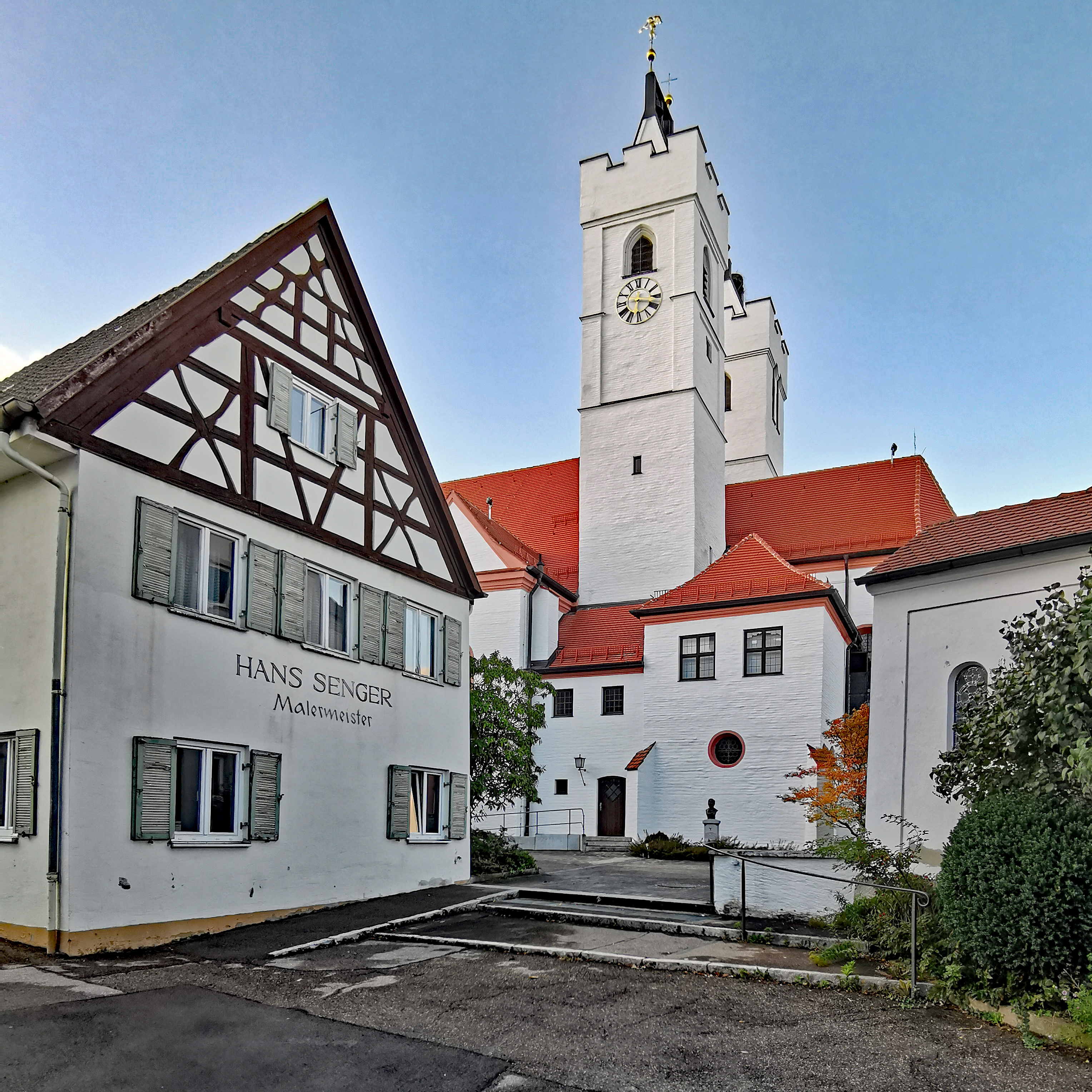
Blick auf Mehlerhaus und Stadtpfarrkirche

### Eingemeindungen
Am 1. Juli 1972 wurden die bis dahin selbständigen Gemeinden Hirschbach, Hohenreichen, Prettelshofen und Rieblingen eingegliedert. Am 1. Juli 1976 kam Hettlingen hinzu. Bliensbach folgte am 1. Januar 1977. Die Eingemeindungsmaßnahmen wurden mit dem Anschluss von Gottmannshofen und Roggden am 1. Mai 1978 abgeschlossen.

### Einwohnerentwicklung
Zwischen 1988 und 2018 wuchs die Stadt von 6936 auf 9294 um 2358 Einwohner bzw. um 34 %.

## Politik

### Stadtrat und Bürgermeister
Ergebnisse der Kommunalwahl 2014 und 2020 in Wertingen sowie Sitzverteilung im 20-köpfigen Stadtrat:
| Partei/Liste                                         | 2020   | 2020   | 2014   | 2014   |
| Partei/Liste                                         | %      | Sitze  | %      | Sitze  |
| ---------------------------------------------------- | ------ | ------ | ------ | ------ |
| CSU                                                  | 26,8   | 6      | 30,7   | 6      |
| Freie Wähler Wertingen                               | 26,7   | 5      | 22,8   | 5      |
| Christlich-Soziale Wählergemeinschaft der Stadtteile | 15,4   | 3      | 15,7   | 3      |
| Grüne                                                | 13,5   | 3      | 9,0    | 2      |
| SPD                                                  | 7,3    | 1      | 11,2   | 2      |
| Bürgerinitiativen für Wertingen und Stadtteile       | 6,3    | 1      | 5,4    | 1      |
| Kommunale Umweltliste                                | 4,0    | 1      | 5,3    | 1      |
| Gesamt                                               | 100    | 20     | 100    | 20     |
| Wahlbeteiligung                                      | 58,3 % | 58,3 % | 57,6 % | 57,6 % |

Erster Bürgermeister ist seit 2002 Willy Lehmeier (Freie Wähler), der die Nachfolge des ab 1972 amtierenden Dietrich Riesebeck (SPD) antrat. Da die Parteien oder Wählervereinigungen, denen die Bürgermeister angehören oder angehörten, keine Mehrheit im Stadtrat hatten bzw. haben, werden politische Entscheidungen mit den einzelnen Gruppierungen des Gremiums abgestimmt.

### Städtepartnerschaft
Seit 1989 besteht eine Partnerschaft mit der französischen Stadt Fère-en-Tardenois in der Region Hauts-de-France.

### Wappen
| Wappen der Gemeinde Wertingen | Blasonierung: „Über Schildfuß mit den bayerischen Rauten gespalten von Rot und Silber, belegt mit einer auf der Teilungslinie stehenden zweitürmigen, blaubedachten, silbernen Kirche in perspektivischer Ansicht.“ |
| Wappen der Gemeinde Wertingen | Wappenbegründung: Die Kirche, eine symbolische Darstellung der Stadtpfarrkirche St. Martin, findet sich bereits im ältesten Stadtsiegel von 1297, die bayerischen Rauten kamen 1881 zum Wittelsbacher Jubiläum mit Zustimmung von König Ludwig II. hinzu, ebenso die Spaltung in Rot und Silber. Die bayerischen Rauten weisen auf die Zugehörigkeit der Stadt zu Bayern seit der Konradinischen Schenkung 1268 hin. Die Farben Rot und Silber stammen aus dem Wappen des Augsburger Hochstifts und stellen die Diözesanzugehörigkeit dar. |

## Kultur und Sehenswürdigkeiten
Die Stadt ist geprägt von der mittelalterlichen, renovierten Innenstadt (Hauptstraße und Teile der Schulstraße).

### Museen
- Zeitgenössische Kunstsammlung im ehemaligen Amtsgericht
- Brauereimuseum im Schwanenbräu
- Schwäbisches Ofenmuseum
- Wertinger Radiomuseum
- Heimatmuseum Wertingen

### Bauwerke

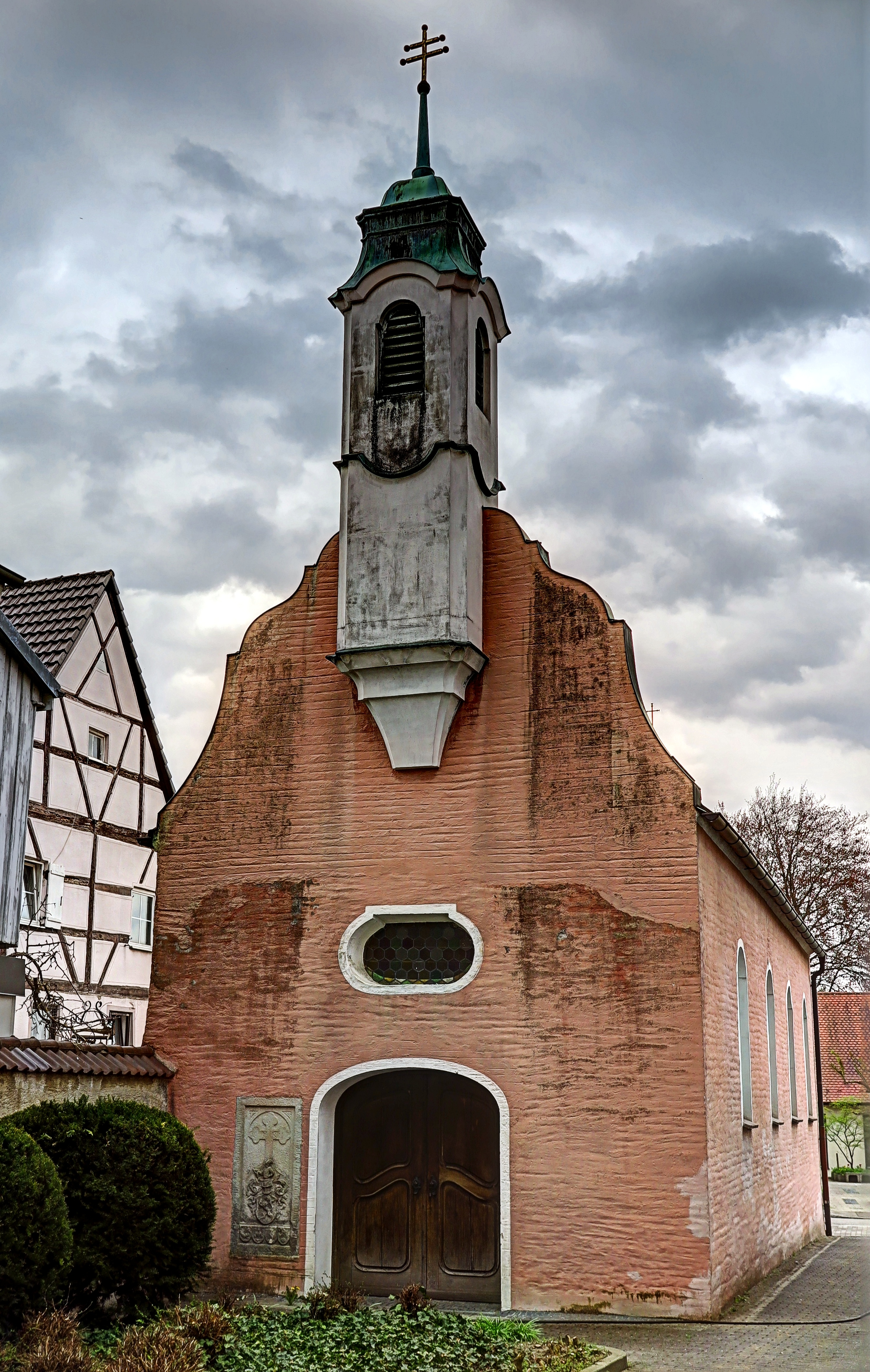
Seelenkapelle neben der Pfarrkirche St. Martin

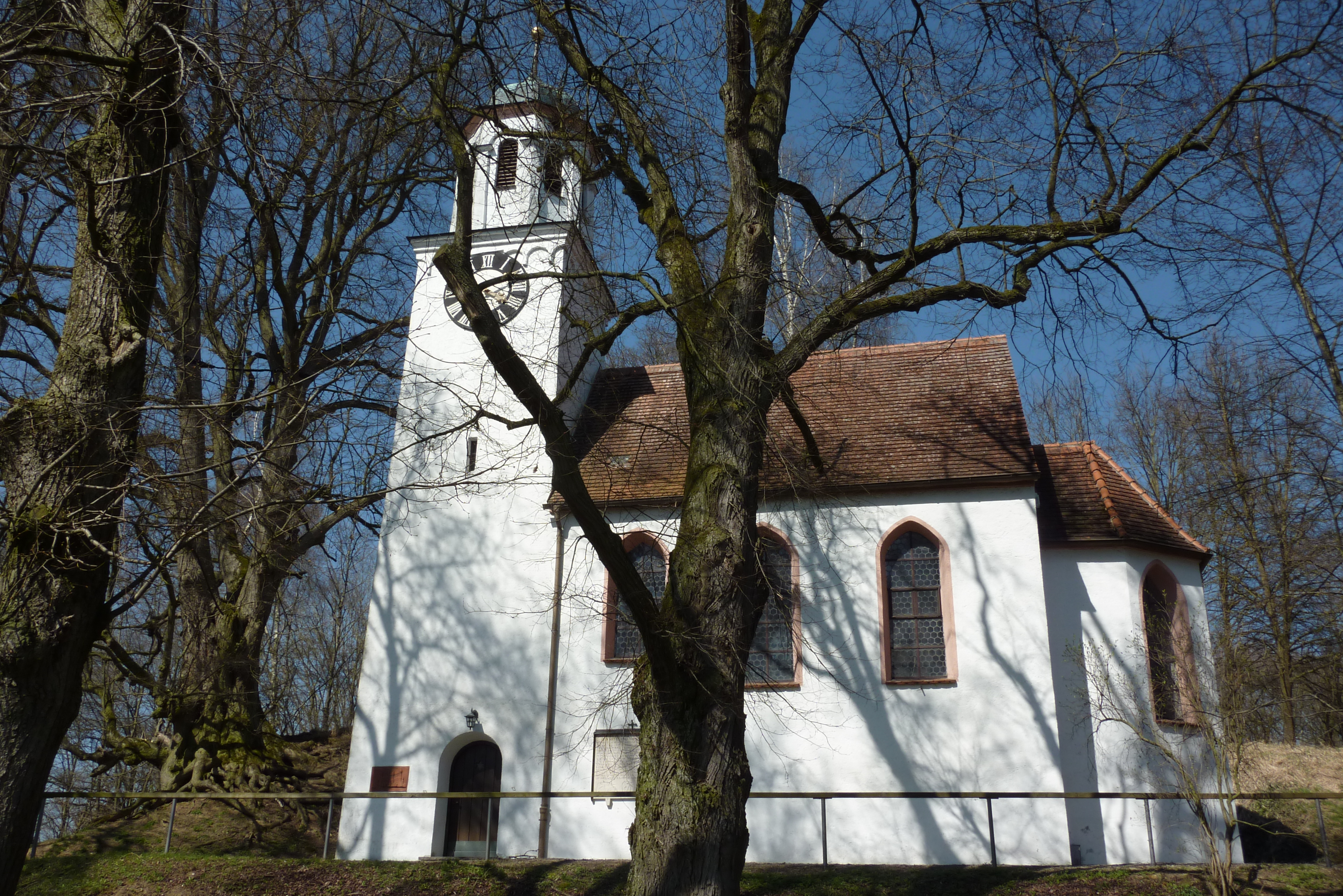
Schlosskapelle St. Georg in Hohenreichen

- das im 14. Jahrhundert erbaute Wertinger Schloss mit dem Heimatmuseum – aus der Zeit der Langenmantel und mit Ergänzungen aus der Zeit der Pappenheimer (17. Jahrhundert)
- die Stadtpfarrkirche St. Martin, nach Brandschatzung im Dreißigjährigen Krieg in barockem Stil mit Wessobrunner Stuck wieder aufgebaut – es ist die einzige zinnengekrönte Doppelturmkirche in Deutschland, sie prägt auch das Stadtwappen; spätgotisches Halbrelief mit der Grablegung Christi
- Bethlehemkirche, 1950 erbaut, abgerissen im Oktober 2006, Neubau 2007 fertiggestellt
- Marienbrunnen am Marktplatz
- Kirche St. Felizitas, erbaut 1837, im Stadtteil Roggden
- Chorturmkirche St. Margaretha im Stadtteil Bliensbach
- Wallfahrtskirche Mariä Heimsuchung im Stadtteil Gottmannshofen
- Schlosskapelle St. Georg im Stadtteil Hohenreichen
- Skulpturenweg an der Via Danubia im Westen von Wertingen

### Bodendenkmäler
Siehe: Liste der Bodendenkmäler in Wertingen

### Ehemaliges Naturdenkmal
- Napoleonstanne: Die Fichte auf dem Bergrücken oberhalb von Gottmannshofen wurde 1905 zum 100-jährigen Gedenken an die Schlacht des dritten Koalitionskriegs bei Wertingen vom 8. Oktober 1805 gepflanzt. Die Truppen kamen damals über diesen Berg, um vor ihnen das Schlachtfeld gut überblicken zu können. Heute ist die Stelle ein Aussichtspunkt über das Zusamtal und auf die Stadt. Im Oktober 2018 wurde die Fichte krankheitsbedingt gefällt.

### Kunst
In Wertingen finden regelmäßig zahlreiche Kunstausstellungen statt. Auch werden Kunst-Stipendien deutschlandweit ausgeschrieben, die es Künstlern ermöglicht, mehrere Wochen in Wertingen zu leben und zu arbeiten. Daneben laden die Städtische Galerie, die umfangreich bestückte Artothek, der Skulpturenweg Donauried die Birnbaum-Allee Kunstbegeisterte zum Besuch ein.

### Regelmäßige Veranstaltungen
- Frühjahrs- und Herbstmarkt
- Tanz in den Mai (Abend des 30. April)
- Maibaumaufstellen in allen Stadtteilen und in der Kernstadt
- Volksfest (im Mai)
- Kino Open-Air im Schlossgarten (immer im August im Wertinger Schlossgarten)
- Stadtfest (alle zwei Jahre, das nächste Mal 2026)
- Internationales Gitarrenfestival
- Wertinger Nacht (immer am 3. Freitag im November)
- Schlossweihnacht (immer am 2. und 3. Adventswochenende im Wertinger Schlossgarten)

### Kulinarische Spezialitäten
- Schübling, eine kräftig gewürzte, angeräucherte Wurst, die roh, luftgetrocknet oder gekocht mit Sauerkraut gegessen wird und in ihrer Art nur in Wertingen und im Zusamtal hergestellt wird.
- Wertinger Bischofskuchen, vom 1861[11] gegründeten Café Madlon anlässlich des Besuchs des Augsburger Bischofs Maximilian von Lingg 1910 in Wertingen kreiert und heute noch nach dem Originalrezept gebacken.
- Wertinger Kellerbier (Schwanenbräu): hefetrübes Spezialbier, ausgezeichnet mit dem European Beer Award 2005.

## Wirtschaft und Infrastruktur

### Bildung
Wertingen ist ein überregionales Schulzentrum. In der Stadt sind die folgenden Bildungsinstitutionen ansässig:
- Grundschule
- Mittelschule
- Staatliche Realschule
- Gymnasium Wertingen
- Musikschule
- Montessori-Schule
- Montessori Fachoberschule
- Berufsfachschule für Krankenpflege im Kreiskrankenhaus
- Fachschule für Altenpflege im Rot-Kreuz-Zentrum
- Landwirtschaftsschule mit den Abteilungen Landwirtschaft und Hauswirtschaft
- Schullandheim Bliensbach

### Ansässige Unternehmen
Wertingen ist ein regionales Zentrum der Industrie und Wirtschaft. Die Unternehmen sind überwiegend konzentriert in Gewerbegebieten in der Stadt Wertingen und im Stadtteil Geratshofen.
- Der international tätige Dachziegelhersteller Creaton hat seinen Hauptsitz mit Werk in Wertingen und eine weitere Fabrik im Wertinger Stadtteil Roggden.
- Buttinette Textil-Versandhaus GmbH: bundesweiter Versender von Bastelbedarf und Karnevalsartikeln
- Schüco International KG: internationaler Hersteller für Fenstern, Türen, Fassaden und Solarlösungen.
- Fahrzeugbau Demmler ist in Wertingen ansässig. Das im Jahre 1898 gegründete Unternehmen hat sich auf den Fahrzeugbau für landwirtschaftliche Zwecke spezialisiert.

### Verkehrsanbindung
Von Wertingen aus führen Verbindungsstraßen in die umliegenden Städte Dillingen an der Donau, Höchstädt an der Donau, Donauwörth sowie Augsburg. Im 20 km südlich gelegenen Zusmarshausen besteht Anschluss an die Bundesautobahn 8 (München – Stuttgart). Der Bahnhof in Meitingen befindet sich 13 km östlich von der Stadt (Bahnlinie Augsburg – Donauwörth). Der öffentliche Nahverkehr wird in Wertingen und Umgebung vom Augsburger Verkehrsverbund (AVV) abgewickelt.
Wertingen liegt an der Staatsstraße 2027, die Wertingen mit Donauwörth und der A 8 verbindet und an der Staatsstraße 2033, die den Anschluss an Heidenheim, Dillingen und den Großraum Augsburg herstellt. An der Anbindung der Stadt an die Staatsstraße bei Geratshofen wurde 2015 ein großer, vielarmiger Kreisverkehr errichtet, der Gegenstand erbittert geführter Debatten im Vorfeld war. Die den Kreisverkehr überspannende Brücke (genannt „Overfly“) konnte hierbei nicht realisiert werden. Die Aussparungen hierfür sind jedoch dennoch vorhanden.
Bis 1997 war Wertingen Endbahnhof der Bahnstrecke Mertingen–Wertingen. Der Personenverkehr wurde allerdings schon 1981 eingestellt. Am 9. Juli 2020 wurde im Positionspapier des VDV die Strecke als Prüffall einer zu reaktivierenden Bahnstrecke genannt. Sie trägt die Nummer 5311. Damit könnte ein Bahnanschluss für Wertingen wieder Realität werden.

## Persönlichkeiten, Töchter und Söhne
- Johann Christoph von Beer (1690–1760), Pfarrer von Gottmannshofen und Verfasser von bedeutenden theologischen und erzieherischen Schriften
- Hans Braun (1861–1907), Gewerkschafter
- Wilhelm Berchtold (1926–2015), Unternehmer, stellvertretender Bürgermeister, Ehrenbürger und Träger des Bundesverdienstkreuzes
- Karl-Heinz Brodbeck (* 1948), Philosoph, Kreativitätsforscher, Ökonom und Wirtschaftsethiker
- Georg Ertl (1948–1972), Bürgermeister von Hohenreichen, Ehrenbürger von Wertingen
- Alexander Kolb (* 1975), Lehrer und Kommunalpolitiker
- Christian Lukes (* 1969), Eishockeyspieler
- Joseph Mindler (1808–1868), in Wertingen geborener Philhellene
- Markus Müller (* 1978), Politiker (Freie Wähler)
- Andreas Popp (* 1936 in Wertingen), Jurist, Landrat und Amtsgerichtsrat
- Anton Rauch (1916–2006), Altlandrat und Ehrenbürger
- Stefan Schimmer (* 1994), Fußballspieler
- Susanne Seitz (* 1964), Schriftstellerin
- Anton Trauner (1922–2017), in Wertingen geborener Missionspriester in Busan/Südkorea und Gründer einer Schwesterngemeinschaft[13]
- Roland Wegner (* 1975), Gründer und Bundesvorsitzender der V-Partei³
- Hans Wertinger, genannt Schwabenmaler, aus Landshut mit Vorfahren aus Wertingen (um 1465–1533), Maler, Zeichner und Illuminist
- Gabriele Wittek (1933–2024), Gründerin der religiösen Bewegung Universelles Leben
- Johann Baptist von Zenetti (1785–1856), in Wertingen geborener Staatsrat und Abgeordneter der Frankfurter Nationalversammlung